# Slikarstvo gotike
Slikarstvo gotike obilježeno je isprva sporim razvojem, većinom se svodilo na umjetnost vitraja koja je potisnula prijašnje iluminacije samostanskih rukopisa. Oslanjajući se na romaničku tradiciju i pod utjecajem crkvene skulpture, u vitrajima se razvio plošni, ornamentalan stil bez trodimenzionalnosti.
Tijekom 13. stoljeća u Francuskoj se razvio „elegantni stil” u iluminacijama molitvenika, pri čemu se ljudske figure prikazuju uz sve više pažnje i detalja i s naglašenijim volumenom. U Italiji toga vremena slikarstvo je obilježeno „novobizantskim” stilom koji je uslijedio nakon križarskog osvajanja Carigrada godine 1204.

## Slikarstvo vitraja
Staklene površine gotičkih katedrala nisu bile pogodne za razvoj slikarstva. Dakle, fresko-slikarstva i nema jer nema velike površine zida zbog mnogo prozora. U crkvama širom Europe prestali su se u razdoblju gotike izrađivati veliki narativni ciklusi. No tu su zato vitraji (vitraži) - komadi stakla se spajaju međusobno tankom linijom olova i to po konturama likova; veći dijelovi stakla uglavljeni su u rame od lijevanog željeza. Kompozicije vitraja su dvodimenzionalne, bez perspektive. Boje su prozirne, najčešće crvena, plava, žuta i zelena. 
To su većinom izabrane scene u kojima se pojavljuju likovi živih ličnosti s kršćanskim ikonografskim likovima. U urašavanju katedrala vitrajima prednjačila je Francuska (Chartres, Le Mans, Laon i dr.). Krajem 14. st. napušta se takav monumentalni način komponiranja vitraja, boje postaju raznovrsnije i uvodi se perspektiva ( Sainte-Chapelle u Parizu, Reims, i dr.).

## Trecentou Italiji
U Italiji gotička arhitektura nije nikada dostigla vrhunce Francuske i Njemačke, ali je Italija bila pod utjecajem Bizantske umjetnosti, a posebno njihova slika na drvetu. Tako da će se prvo gotičko slikarstvo razviti upravo u Italiji. Imućni pojedinci poručivali su slike na drvenoj podlozi za privatnu upotrebu, ponekad su se radili i poliptisi (povezane slike na više dasaka). Svaki poliptih završavao je prelomljenim lukom, a prizori na drvenoj dasci oivičavali su se stupovima. Pozadina je najčešće zlatna, likovi su idealizirani, božanski, ponekad se u scene uvode elementi pejzaža. Slikari su težili prikazati prostor, ali još nisu svladali perspektivu. Cimabue i Duccio već krajem 13. stoljeća počinju prirodnije prikazivati likove te naglašavaju voluminoznost tijela i prostornost slike.
Giotto di Bondone je najvažniji slikar Gotike; on je prvi uskladio prizor slike i povezao ga s prostorom promatrača (tako što je sliku spustio na očište promatrača). Giotto zapostavlja ulogu arhitektonskih okvira, dubinu prostora oblikuje položajem i veličinom ljudskih figura, naglašavajući time prostorne planove slike. Likovi na njegovim slikama čvrsto stoje na zemlji, uobličeni su i vladaju prostorom trodimenzionalni, a ne plošni. Prvi je u europskom slikarstvu krenuo u izražavanje osjećaja u stvarnom životu putem svojih likova. Giotto je izvršio velik utjecaj na druge umjetnike, a njegovi najpoznatiji radovi nalaze se u Firenzi, Padovi i Assisiju. Njegovi suvremenici Duccio i Simone Martini postižu podjednako zavidne rezultate. 

### Talijanski slikaritrecenta
| - Agnolo Gaddi - Alesso Baldovinetti - Alvise Vivarini - Altichiero - Ambrogio Lorenzetti - Andrea del Castagno - Andrea Orcagna - Antonio Pisanello - Antonio Vivarini - Baccio Baldini - Bartolo di Fredi - Bartolomeo Vivarini | - Benedetto Bonfigli - Benozzo Gozzoli - Bernardo Daddi - Bonifacio Bembo - Buonamico Buffalmacco - Cennino Cennini - Cimabue - Coppo di Marcovaldo - Domenico di Bartolo - Duccio - Filippo Rusuti - Francesco di Giorgio - Francesco Traini - Galasso Galassi | - Gentile Bellini - Gentile da Fabriano - Giottino - Giotto - Giovanni da Milano - Giovanni di Paolo - Giunta Pisano - Giusto de' Menabuoi - Guariento - Guido da Siena - Jacopo Avanzi - Jacopo Bellini | - Jacopo de' Barbari - Jacopo del Casentino - Jacopo Torriti - Lippo Memmi - Lorenzo Monaco - Mestre de 1416 - Mestre de Bigallo - Mestre de San Martino alla Palma - Marco Basaiti - Maso Di Banco - Masolino da Panicale - Michelino da Besozzo - Niccolò Antonio Colantonio - Ottaviano Nelli | - Paolo di Giovanni Fei - Paolo Serafini da Modena - Pietro Cavallini - Pietro Lorenzetti - Sassetta - Simone Martini - Spinello Aretino - Taddeo di Bartolo - Taddeo Gaddi - Vecchietta - Vitale da Bologna - Zanetto Bugatto |  |

## Internacionalni stil
Slikari srednje i sjeverne Europe preuzeli su od talijanskih umjetnika narativnost, prikaze krajolika i prostornost slike. Od druge polovice 14. st. se spajanjem sjevernih i talijanskih tradicija razvio tzv. internacionalni gotički slikarski stil nastao spajanjem dostignuća juga i sjevera Europe. Obilježava ga naturalizam prikaza s naglašavanjem detalja, važnost dubine prostora te meko oblikovanje ljudskih figura i draperija. Najvažniji talijanski slikar međunarodnog stila bio je Gentile da Fabriano, koji je uz naturalizam detalja i elemente fantastičnog, unio i novu upotrebu svjetlosti na slici. Oko 1400. godine, uglavnom posredstvom Italije, uz iluminacije se razvijalo i uljeno slikarstvo i na drugim područjima (Češka slikarska škola, Avignonska škola).
Posebno mjesto ima molitvenik brata francuskog kralja Très Riches Heures du Duc de Berry što su ga oslikali Flamanci Braća Limbourg. U njemu su vrlo detaljno prikazani kalendarski mjeseci sa svim popratnim ljudskim radovima. Posebnost ovih slika je novo vizualno otkrivanje i prikazivanje prostora i prirode, koja se tijekom godišnjih doba stalno mijenja. Na taj način gotičko slikarstvo je važan uvod u renesansno obraćanje prirodi.
Kasniju gotiku obilježava flamansko slikarstvo koje je u djelima Huberta i Jan van Eycka konačno nadmašilo skulpturu. U Njemačkoj su uljeno slikarstvo razvijali Majstor Francke i Stefan Lochner, dok su Martin Schongauer, Albrecht Dürer i Matthias Grünewald svojim radovima označavali prijelaz iz gotike u renesansu.

### Gotički slikari ostatka Europe
| - Francuski slikari - Enguerrand Quarton - Jean Fouquet - Jean Pucelle - Villard de Honnecourt - Španjolski slikari - Bartolomé Bermejo - Pedro Berruguete - Portugalski slikari - Álvaro Pires de Évora | - Njemački slikari - Conrad Soest - Israhel van Meckenem - Konrad Witz - Martin Schongauer - Matthias Grünewald - Mestre das Cartas - Mestre de Housebook - Mestre E. S. - Michael Wolgemut - Stefan Lochner | - Flamanski slikari - Braća Limbourg - Jan van Eyck - Hans Memling - Hugo van der Goes - Robert Campin - Rogier van der Weyden |  |

## Poveznice
- Srednji vijek
- Gotika u Hrvatskoj
- Gotička arhitektura
- Kiparstvo gotike

## Vanjske poveznice
- Gotička umjetnost, iz ArtCyclopedia.com
- Gotička umjetnost, iz Encyclopedia Britannica Online.
- Gotička umjetnost  Arhivirana inačica izvorne stranice od 30. listopada 2009. (Wayback Machine), iz Microsoftove Encarte.
- Gotička umjetnost  Arhivirana inačica izvorne stranice od 5. ožujka 2005. (Wayback Machine), iz Enciklopedije Columbia, šesto izdanje,  2001.
- Gotička umjetnost  Arhivirana inačica izvorne stranice od 18. ožujka 2007. (Wayback Machine), Muzejski portal Schleswig-Holstein.
- Gotička umjetnost  Arhivirana inačica izvorne stranice od 18. ožujka 2009. (Wayback Machine), iz "Povijesti umjetnosti" i   Arhivirana inačica izvorne stranice od 21. svibnja 2009. (Wayback Machine).